# Summer Son
Singles de Texas
In Our Lifetime
(1999) When We Are Together
(1999)
Pistes de The Hush
Tell Me the Answer Sunday Afternoon
Summer Son est la troisième piste de l'album The Hush du groupe écossais Texas. Cette chanson est sortie en single le 16 août 1999 et se classe cinquième dans les charts britanniques. Dans cette chanson, la chanteuse Sharleen Spiteri se refuse à l'amour. Par crainte de souffrir, de perdre pied aussi.